# Temple de l'amour (Creil)
Pour les articles homonymes, voir Temple de l'Amour (homonymie).
Le temple de l'amour est un édifice situé dans la ville de Creil, dans l'Oise en région Hauts-de-France.

## Histoire
Le siècle de la campagne de construction est le XVIIIe siècle.
Le pavillon est classé au titre des monuments historiques par arrêté du 15 janvier 1925.

## Description
L'édifice est situé à la pointe de l'île de Creil. Il s'inscrit dans la mode des fabriques de style néo-classique, il offre une vue dégagée sur l'Oise.